# ماركوس مولر
ماركوس مولر (بالألمانية: Markus Müller)‏ (22 مايو 1988 بإيبرسفيلده في ألمانيا - ) هو لاعب كرة قدم ألماني في مركز الهجوم. لعب مع إرتسغيبيرغه آوه وكيكرز أوفنباخ ونادي هالشر وSV Babelsberg 03 ‏ وفورماتيا فورمز ‏.

## وصلات خارجية
- ماركوس مولر على موقع قاعدة بيانات كرة القدم.إي يو (الإنجليزية)
- ماركوس مولر على موقع بيانات كرة القدم. دي إي (الألمانية)
- ماركوس مولر على موقع Soccerway.com (الإنجليزية)
- ماركوس مولر على موقع عالم كرة القدم.نت (الإنجليزية)